# Tomasz Gabiś
Tomasz Eugeniusz Gabiś (ur. 19 grudnia 1955 w Nowych Skalmierzycach) – polski publicysta i myśliciel konserwatywny. Przez kilka lat identyfikował siebie jako postkonserwatystę; w czerwcu 2011, uznawszy określenie „postkonserwatysta” za zbyt mało radykalne, zaproponował nowe, „manarchista” (kontaminacja monarchista + anarchista), i za manarchistę od tego czasu się uważa.

## Życiorys
Ukończył  polonistykę (1978) i germanistykę (1984) na Uniwersytecie Wrocławskim.
W latach 80. XX wieku działał w opozycji. Czynnie uczestniczył w redagowaniu i wydawaniu wydawnictw drugiego obiegu. W maju 1985 aresztowany przez Służbę Bezpieczeństwa i skazany za wydawanie i rozpowszechnianie bez wymaganych zezwoleń czasopism przez Sąd Rejonowy Wrocław-Śródmieście na półtora roku więzienia w zawieszeniu na trzy lata.
W 1987 był jednym z sygnatariuszy aktu założycielskiego Ruchu Polityki Realnej, później przekształconego w Unię Polityki Realnej. Działał w niej do połowy lat 90. W tym okresie publikował również artykuły w tygodniku „Najwyższy Czas!”. W 1994 był wśród założycieli stowarzyszenia Prawica Narodowa, w którym działał do 1995. Od 1996 do 1998 zasiadał w radzie politycznej Stronnictwa Polityki Realnej, zaś w latach 1998–2002 był członkiem Ruchu Społecznego AWS (zasiadał w zarządzie koła Wrocław-Psie Pole).
W latach 1991–2003 był redaktorem naczelnym pisma „Stańczyk”. Członek honorowy Organizacji Monarchistów Polskich i Klubu Zachowawczo-Monarchistycznego. 14 listopada 2009 podczas Konwentu OMP we Wrocławiu otrzymał Krzyż Jubileuszowy OMP, nadany Uchwałą Rady Naczelnej Organizacji Monarchistów Polskich. Publikuje w „Nowym Państwie”, „Arcanach”, „Obywatelu” i „Opcji na prawo”.
W 2008 roku opublikował książkę „Gry imperialne”, w której przedstawił własną koncepcję przekształcenia Unii Europejskiej w Imperium Europaeum.

## Odznaczenia
- Krzyż Kawalerski Orderu Odrodzenia Polski (2017)[3]
- Krzyż Wolności i Solidarności (2021)[4]